# Goethe-Hafis-Denkmal

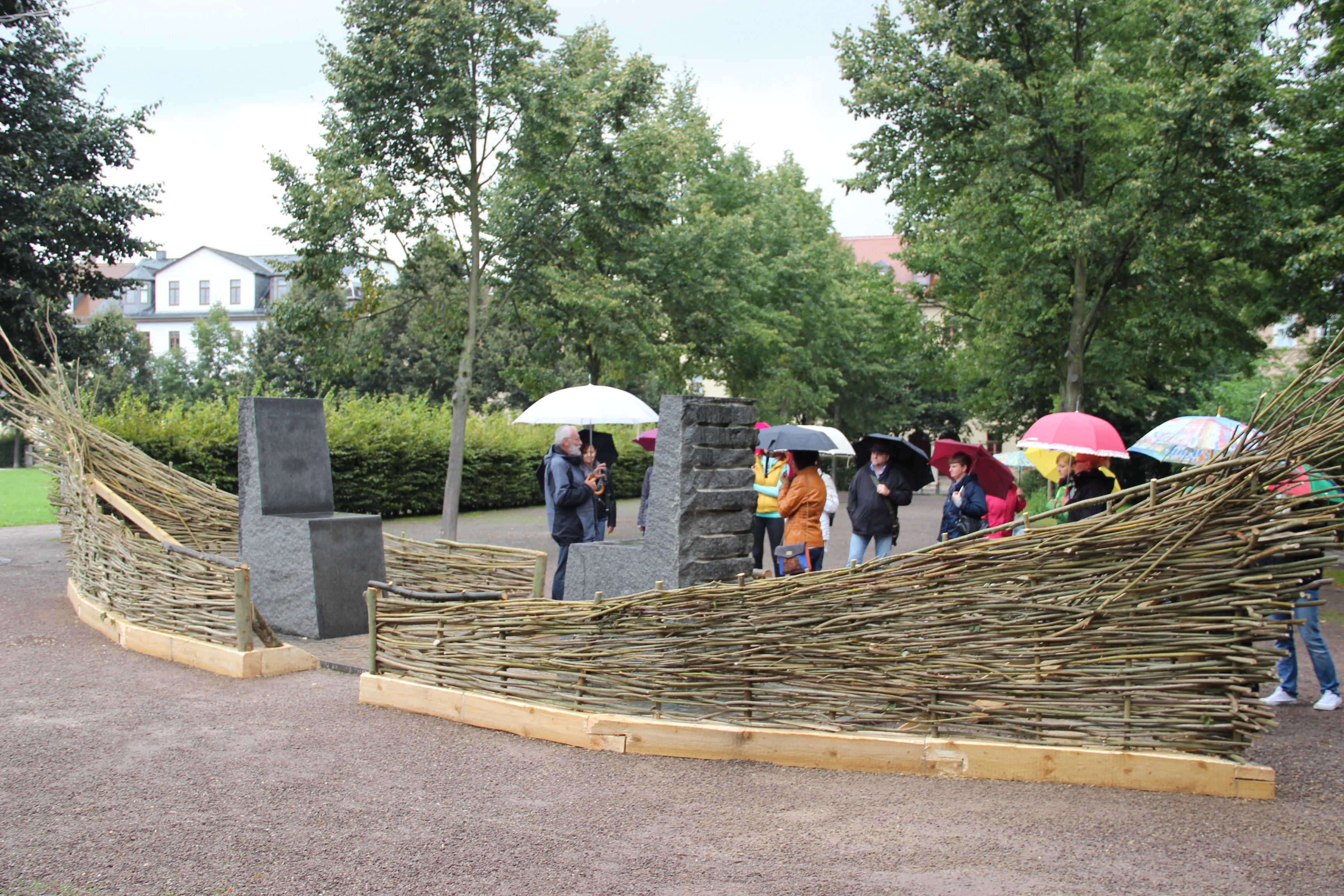
Installation am Goethe-Hafis-Denkmal in Weimar 2014 von Pirusan Mahboob und Stefan Kratsch

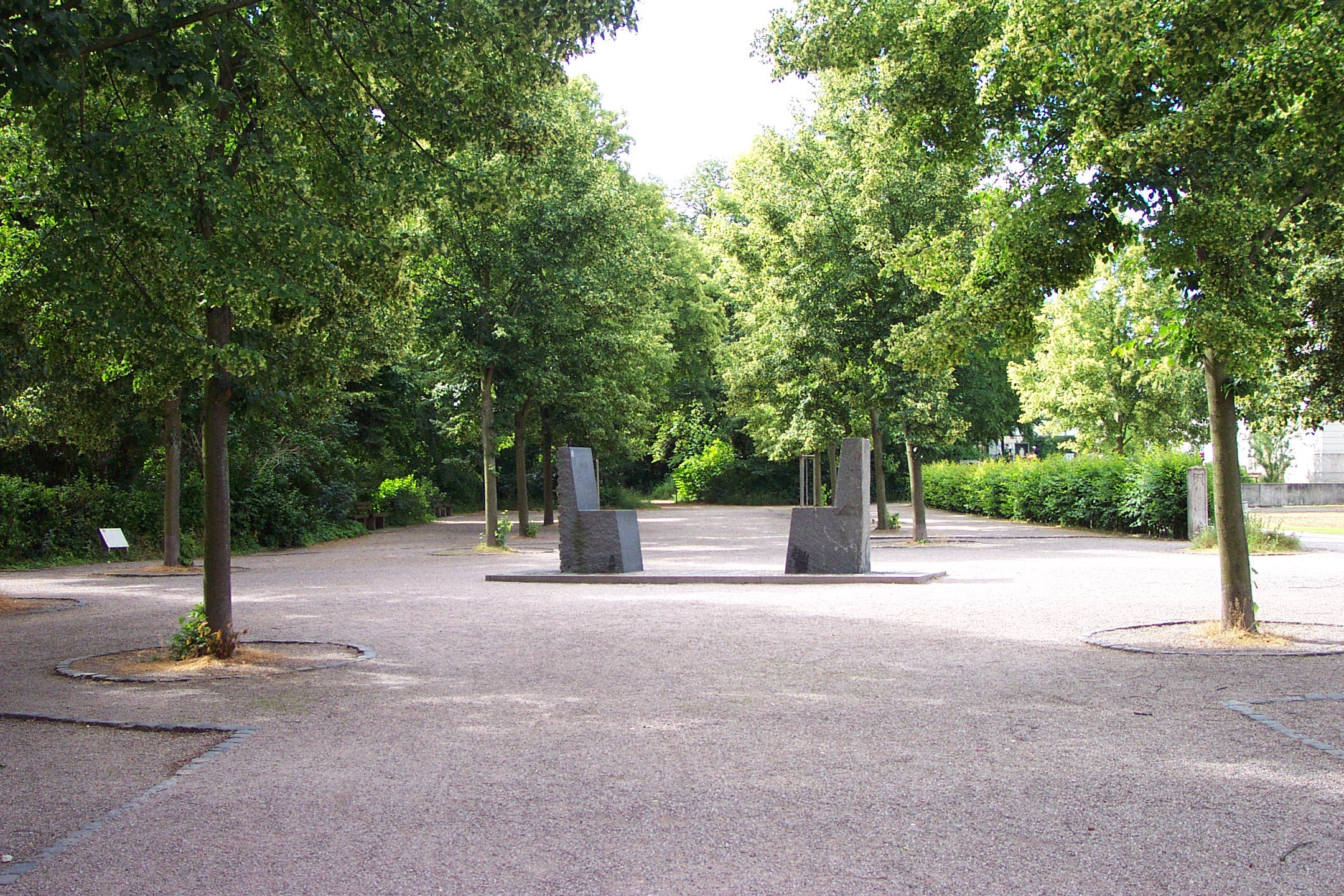
Goethe-Hafis-Denkmal

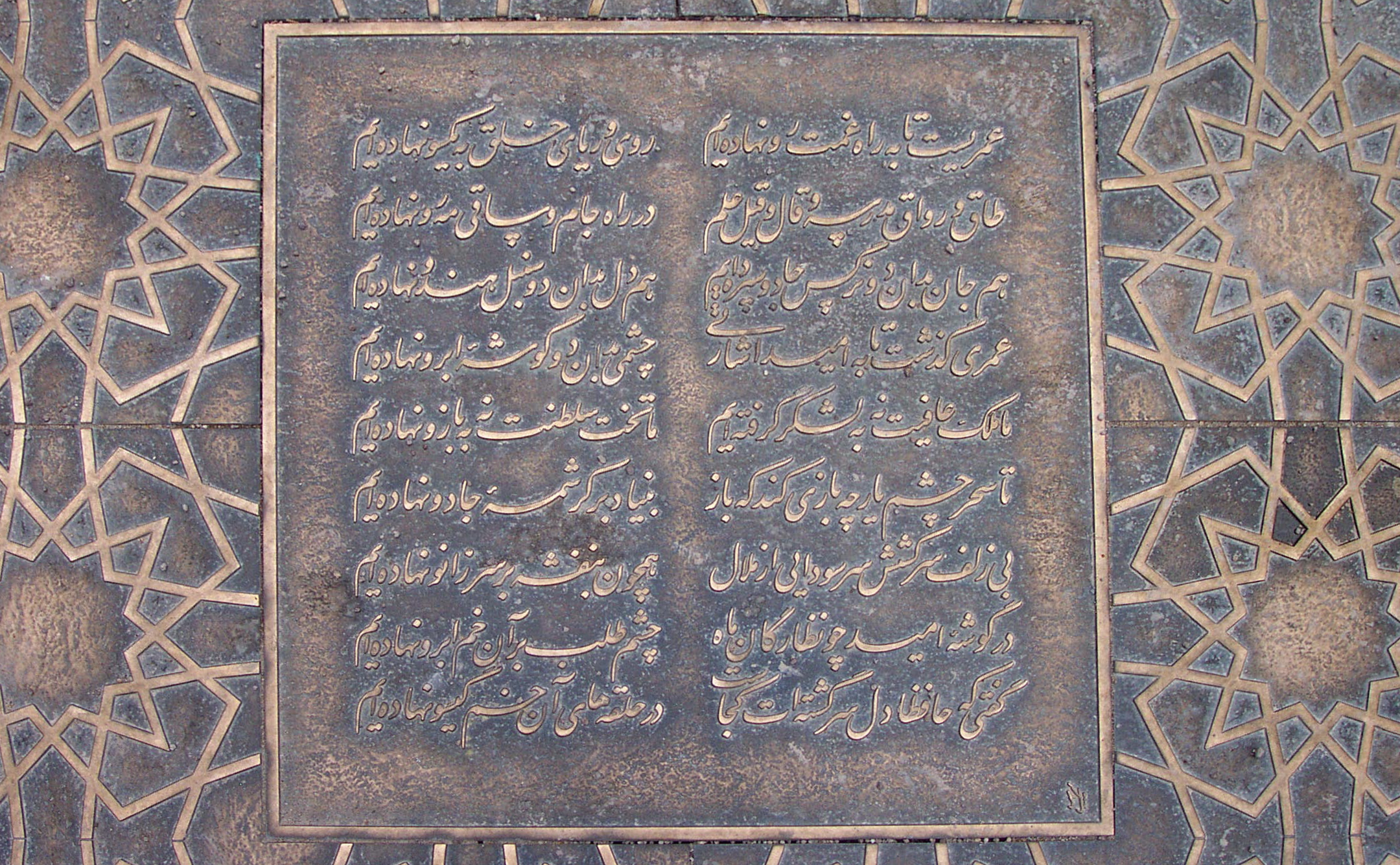
Ghasel zwischen den beiden Stühlen

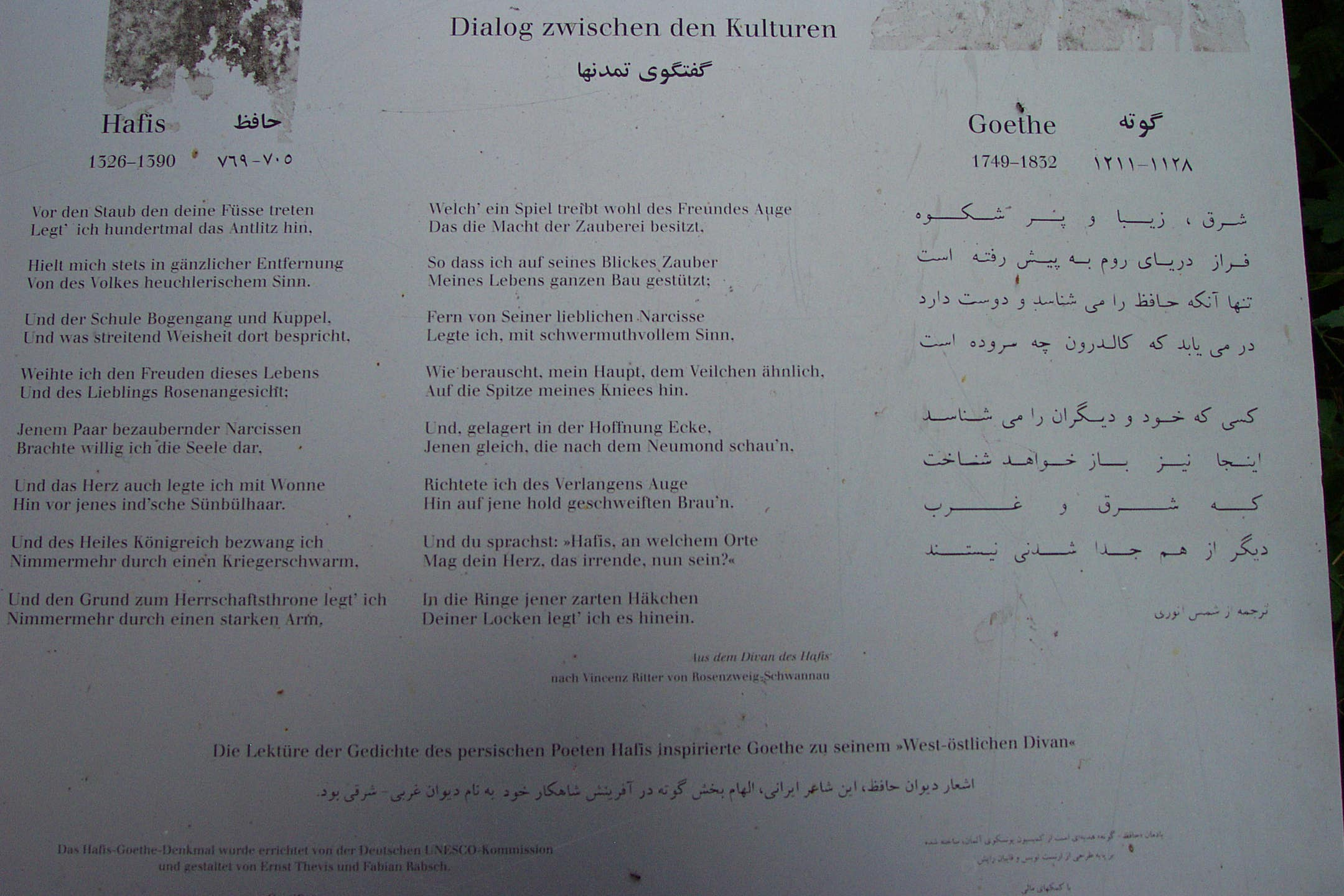
Tafel mit erklärenden Texten

Das Goethe-Hafis-Denkmal bzw. Hafis-Goethe-Denkmal in  Weimar erinnert an den deutschen Dichter Johann Wolfgang von Goethe und den persischen Dichter Hafis aus dem 14. Jahrhundert. Es wurde im Jahr 2000 anlässlich des Internationalen Jahres des Dialoges der Kulturen in Weimar auf dem Beethovenplatz unweit des Hauptstaatsarchivs am Rande des Ilmparks eingeweiht. Anwesend waren der damalige iranische Präsident Mohammed Chatami und der damalige Bundespräsident Johannes Rau. Es entstand als Schenkung der UNESCO an die Klassikstiftung Weimar und wurde von den Künstlern Ernst Thevis und Fabian Rabsch gestaltet. Unterstützt wurde dieses Projekt seit 1997 auch durch private Spenden.
Das Denkmal besteht aus zwei gegenüberstehenden Stuhlskulpturen aus Granit, die aus einem Block gearbeitet sind, welche die Begegnung und Zusammengehörigkeit von Okzident und Orient und zugleich die Geistesverwandtschaft beider Dichter symbolisieren. Dazwischen ist auf einem flachen Sockel mit orientalischen Ornamenten eine Bronzeplatte mit einem Ghasel des Hafis in persischer Zierschrift eingelassen. Des Weiteren wurden zwei Inschriften aus dem West-östlichen Divan, Goethes letzter großer Lyriksammlung von 1819 bis 1827, angebracht:
WER SICH SELBST UND ANDRE KENNT
WIRD AUCH HIER BEKENNEN
ORIENT UND OKZIDENT
SIND NICHT MEHR ZU TRENNEN
Diese befindet sich auf dem Sockel auf der östlichen Seite. Auf der westlichen Seite des Sockels steht:
HERRLICH IST DER ORIENT
ÜBERS MEER GEDRUNGEN
NUR WER HAFIS LIEBT UND KENNT
WEISS WAS CALDERON GESUNGEN
Daneben befindet sich eine Tafel mit erklärenden Texten.
Der iranische Präsident Mohammad Chātami warb bei seinem Besuch in Weimar am 12. Juli 2000 für einen Dialog zwischen Orient und Okzident und „vor allen Dingen die Suche nach mitfühlendem und vertrauensvollem Kontakt“.

## Sonstige Ehrungen für Hafis in Weimar

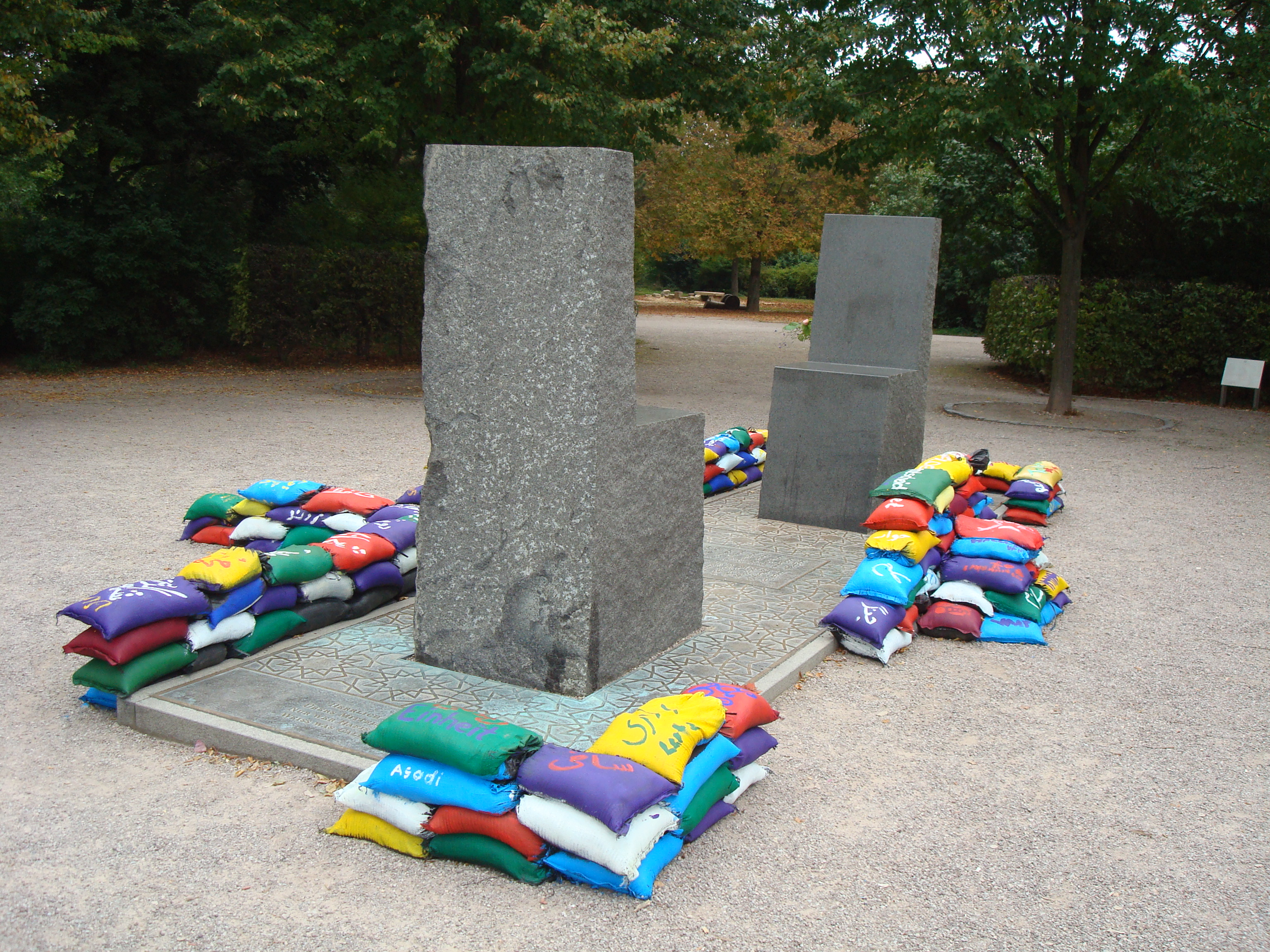
Installation zum 5. Hafis-Gedenktag 2013

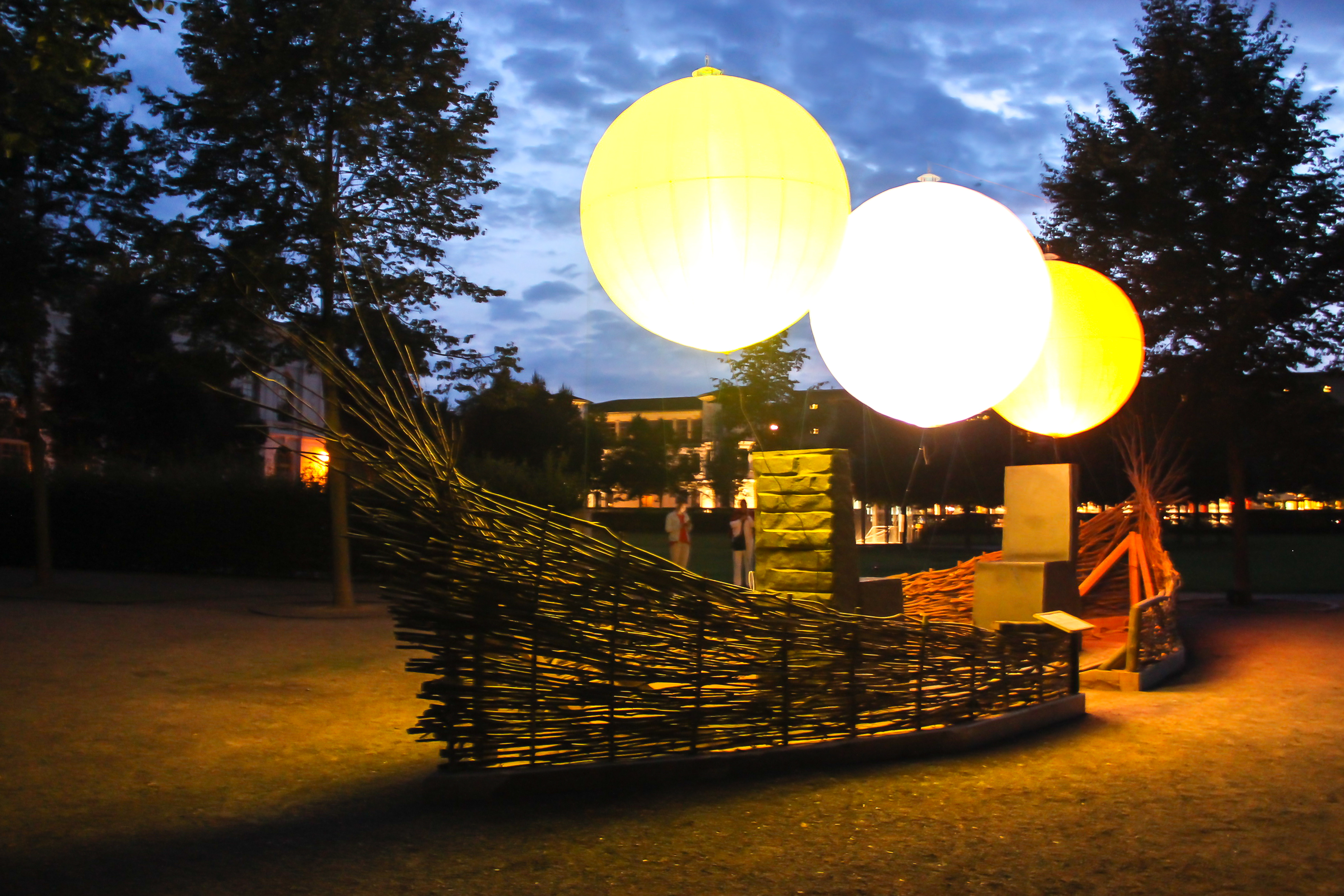
Installation am Goethe-Hafis-Denkmal in Weimar 2014

Seit 2009 richtet die Stadt Weimar jedes Jahr am 12. Oktober einen Hafis-Gedenktag am Denkmal aus. Im Frühjahr 2010 wurde der Hafis-Gedenktag auf Antrag von Klaus Gallas durch die UNESCO in die „UNESCO-Liste der Aktivitäten 2010 im Internationalen Jahr der Annäherung der Kulturen“ („UNESCO List of Activities on 2010, International Year for the Rapprochement of Cultures“) aufgenommen. Mehrfach wurden anlässlich des Hafis-Gedenktages temporäre Kunstinstallationen am Goethe-Hafis-Denkmal aufgebaut. So wurden 2013 anlässlich des 5. Hafis-Gedenktages durch Pirusan Mahboob bunte beschriebene Sandsäcke zum Thema „Krieg und Frieden“ um das Denkmal angeordnet. Im Folgejahr 2014 gab es erneut eine temporäre Installation anlässlich des 6. Hafis-Gedenktages, die von Pirusan Mahboob und Stefan Kratsch erstellt wurde und mit „In einem Boot“ betitelt war. Sie war zwischen Goethes Geburtstag (28. August) und dem Hafis-Gedenktag (12. Oktober) zu sehen.

## Sonstige Ehrungen für Hafis außerhalb Weimars und seines Herkunftslandes
Im Leipziger Stadtteil Meusdorf gibt es einen Hafisweg, der an die Höltystraße 37 kreuzt, wo sich der Hafis-Gedenkstein befindet.